# Belgium az 1948. évi nyári olimpiai játékokon
Belgium a nagy-britanniai Londonban megrendezett 1948. évi nyári olimpiai játékok egyik részt vevő nemzete volt. Belgium kilencedik alkalommal vett részt nyári olimpián. A versenyeken a belga sportolók hét érmet – két arany-, két ezüst- és három bronzérmet – szereztek, és ezzel a nem hivatalos éremtáblázat 15. helyén végeztek.

## Érmesek
Az ország sportolói következő sportágakban, illetve szakágakban nyertek érmet:
| Sportág, szakág | Érmek száma | Érmek száma | Érmek száma | Érmek száma | Helyezés a sportág éremtáblázatán |
| Sportág, szakág | Arany       | Ezüst       | Bronz       | Összesen    | Helyezés a sportág éremtáblázatán |
| kerékpározás    | 1           | 1           | 1           | 3           | 3.                                |
| atlétika        | 1           | 0           | 1           | 2           | 12–13.                            |
| ökölvívás       | 0           | 1           | 0           | 1           | 7–9.                              |
| vívás           | 0           | 0           | 1           | 1           | 6–9.                              |
|                 |             |             |             |             |                                   |
| Összesen        | 2           | 2           | 3           | 7           | 15.                               |

### Aranyérmesek
- Gaston Reiff, atlétika, 5000 m síkfutás
- kerékpározás, országúti verseny, csapat (Léon Delathouwer, Eugène van Roosbroeck, Lode Wouters)

### Ezüstérmesek
- Pierre Nihant, kerékpározás, 1000 m-es állórajtos időfutam
- Joseph Vissers, ökölvívás, könnyűsúly

### Bronzérmesek
- Étienne Gailly, atlétika, maratoni futás
- Lode Wouters, kerékpározás, országúti verseny, egyéni
- vívás, tőr, csapat (Andre Van De Werwe De Vorsselaere, Paul Louis Jean Valcke, Raymond Bru, Georges Camille De Bourgignon, Henri Paternoster, Edouard Yves)